# Safa e Marua
Safa e Marua (árabe: ٱلصَّفَا وَٱلْمَرْوَة, romanizado: Aṣ-Ṣafā wal-Marwah) são duas pequenas colinas, conectadas às montanhas maiores de Abu Cubais e Caicã, respectivamente, em Meca, Arábia Saudita, agora parte do Grande Mesquita de Meca. Os muçulmanos viajam entre eles sete vezes no que é conhecido como Sa'ee (árabe: سَعِي, romanizado: sa'iy, lit. 'buscando/procurando ou caminhando') peregrinações rituais de Haje e Umra.
Os muçulmanos correm entre as duas montanhas (chamadas Sa'ee), que eles acreditam ter sido um ritual em homenagem à busca de água de Hajar para seu filho que estava morrendo de sede, até que ela encontrou uma fonte de água zamzam. O espaço entre as duas montanhas por onde correm os peregrinos é denominado al-Mas'aa.